# Izabela Vidovic
Izabela Vidovic (kroatisch: Izabela Vidović; * 28. Mai 2001 in Chicago, Illinois) ist eine US-amerikanische Schauspielerin und Sängerin.

## Leben
Izabela Vidovic ist die Tochter von aus dem ehemaligen Jugoslawien ausgewanderten kroatischen Eltern. Ihr Vater ist der Filmproduzent Mario Vidović, ihre Mutter die Schauspielerin, Schriftstellerin, Drehbuchautorin und Regisseurin Elizabeta Vidović (geb. Bašić). Neben Englisch spricht und schreibt sie Kroatisch als Muttersprache. Mit sieben Jahren startete sie ihre schauspielerische Karriere bei Bühnenaufführungen von Mary Poppins, Camp Rock und Annie. Seit 2011 ist sie in verschiedenen Fernsehserien zu sehen; später folgten Rollen in Fernseh- und Kinofilmen. 2013 sollte sie die Hauptrolle der Little Rock in der Amazon-Fernsehserie Zombieland übernehmen, die als Fortsetzung des gleichnamigen Kinofilms angedacht war. Es wurde allerdings nur eine Pilotfolge produziert und bei Amazon Instant Video veröffentlicht. Ebenfalls 2013 spielte sie an der Seite von Jason Statham eine Hauptrolle im Action-Thriller Homefront. 2017 spielte sie eine der Hauptrollen an der Seite von Julia Roberts und Owen Wilson im Drama Wunder von Stephen Chbosky.
Von 2014 bis 2015 hatte sie eine wiederkehrende Nebenrolle in der Comedyserie About a Boy sowie seit 2015 in der Dramaserie The Fosters.

## Filmografie (Auswahl)

### Filme
- 2012: Find Me
- 2012: Eine Elfe zu Weihnachten (Help for the Holidays)
- 2013: Grave Secrets
- 2013: Homefront
- 2017: Wunder (Wonder)
- 2021: The Accursed

### Fernsehserien
- 2011: Criminal Minds: Team Red (Criminal Minds: Suspect Behavior, Episode 1x10)
- 2012: Up All Night (Episode 1x18)
- 2012: Harry’s Law (Episode 2x13)
- 2013: Zombieland (Episode 1x01)
- 2013: Bones – Die Knochenjägerin (Episode 9x22)
- 2014: The 100 (Episoden 1x03–1x04)
- 2014–2015: About a Boy (10 Episoden)
- 2015: Halo: The Fall of Reach (Episoden 1x01–1x03)
- 2015–2018: The Fosters (21 Episoden)
- 2017–2021: Supergirl (5 Episoden)
- 2018: iZombie (4 Episoden)
- 2019: Veronica Mars (8 Episoden)
- 2021: Just Beyond (Episode 1x01)
- 2021, 2024: Law & Order: Organized Crime (5 Episoden)